# Cúmulo (geología)

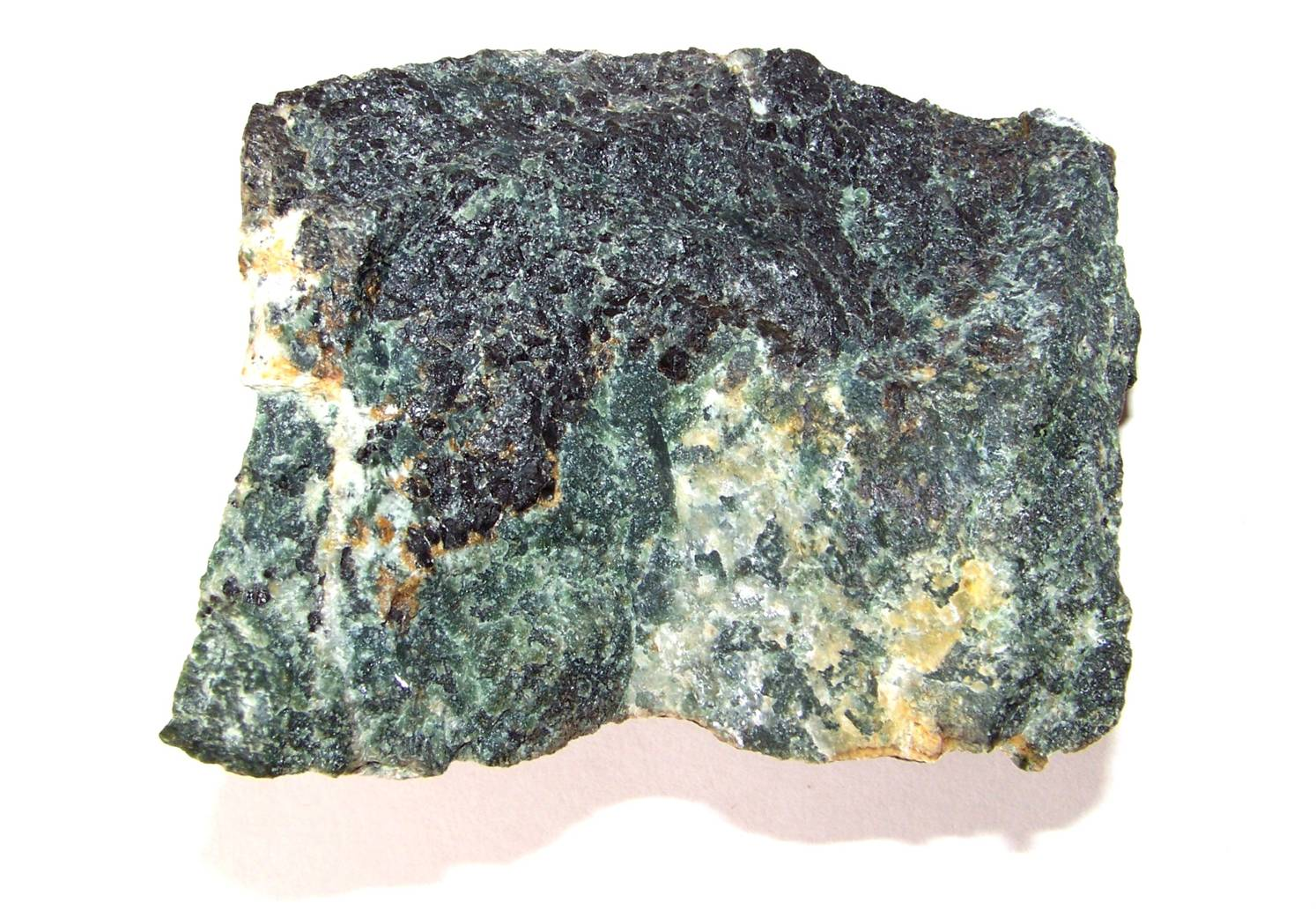
Cúmulo de cromita en ultrabasalto alterado. Paso de Tąpadła, Baja Silesia.

En geología se denomina cúmulo a la acumulación de cristales en un magma y a la roca resultante. Una segregación extrema entre cristales y magma puede generar cúmulos de un solo mineral (monominerálicos).